# Мирјана Грос
Мирјана Грос (Загреб, 22. мај 1922 — Загреб, 23. јул 2012) била је југословенска и хрватска историчарка, универзитетски професор и научни радник.

## Биографија
Мирјана Грос је рођена 22. мај 1922. у Загребу, као јединица добростојећег загребачког трговца и предузетника јеврејског порекла Мавре Гроса и његове супруге Еле. Успостављањем Независне Државе Хрватске (НДХ) и имплементацијом расистичких закона била је избачена са студија Универзитета у Загребу. Мирјана се током 1942. године са родитељима склонила и скривала од усташког режима код породице Топол у Дрењу Брдовечком недалеко од Запрешића. Ту су остали до 1943. када су били откривени и прво пребачени у запрешићки Дворац Ладуч. Мирјана је са мајком депортована у концентрациони логор Равенсбрук, а отац у логор Бухенвалд. Мирјана и њена мајка су преживеле ужасе логора, али Мавро Грос није. Многи чланови њене шире породице су страдали у логорима Керестинец и Јадовно.
Мирјана је током рата прележала туберкулозу. Због наведених околности, али и материјалних тешкоћа, студије историје и историје уметности уписала је тек 1947. године. Премда је и током студија морала боравити у санаторијуму, дипломирала је у редовном року 1951. године. Следеће године се запослила у Историјском институту Југословенске академије знаности и умјетности (ЈАЗУ), да би 1959. постала асистент на катедри за хрватску историју Филозофског факултета у Загребу, где је радила све до одласка у пензију.
Од почетка 1970-их година Мирјана је зацртала неколико великих личних истраживачких пројеката, а они су резултирали књигама које спадају међу капитална дела савремене хрватске и југославенске историографије. Објавила је 12 књига и више од 200 радова. Највише је изучавала методологији и историју XIX века.
Поводом 75 годишњице живота и 45 годишњице њеног рада, „Завод за хрватску историју загребачкога Филозофског факултета“ посветио јој је и објавио је репрезентативни зборник научних чланака, а чини га 36 изворних научних чланака домаћих и иностраних историчара.
Мирјана Грос је преминула 23. јула 2012. у Загребу. Сахрањена је на јеврејском делу загребачког гробља Мирогој.

## Одабрана библиографија
- Radnički pokret u Hrvatskoj potkraj XIX. stoljeća, Školska knjiga, Zagreb 1957
- Vladavina hrvatsko-srpske koalicije: 1906-1907, Institut društvenih nauka, Beograd 1960
- Povijest pravaške ideologije, Institut za hrvatsku povijest Sveučilišta u Zagrebu, Zagreb 1973
- Historijska znanost, Sveučilišna naklada Liber, Zagreb 1980
- Društveni razvoj u Hrvatskoj od 16. stoljeća do početka 20. stoljeća, Sveučilišna naklada Liber, Zagreb 1981
- Počeci moderne Hrvatske, Globus, Zagreb 1985
- Prema hrvatskome građanskom društvu, Globus, Zagreb 1992
- Izvorno pravaštvo, Golden marketing, Zagreb 2000
- Suvremena historiografija: korijeni, postignuća, traganja, Novi Liber, Zagreb 2001
- Vijek i djelovanje Franje Račkoga, Novi Liber, Zagreb 2004